# Ernst Wallroth
Ernst Elisa Theodor Wallroth (* 29. Juli 1851 in Oldenburg (Oldb); † 14. März 1912 in Kiel) war ein deutscher evangelisch-lutherischer Geistlicher. Von 1900 bis 1912 war er Generalsuperintendent für Holstein.

## Leben
Ernst Wallroth war das neunte Kind des Oldenburger Hofpredigers und dann Superintendenten in Eutin Anton Wallroth und seiner Frau Conradine Catharine Marie, geb. Tischbein (1810–1890), einer Tochter des Malers Johann Heinrich Wilhelm Tischbein.
Er besuchte das Gymnasium Eutin, die heutige Johann-Heinrich-Voß-Schule, bis zum Abitur 1870 und studierte Evangelische Theologie an den Universitäten Jena, Tübingen, Leipzig und Kiel. Nach seinem Amtsexamen, das er Ostern 1876 mit dem 2. Charakter bestand, war er als Erzieher und Hauslehrer in Basel, Stockholm und Rom tätig. 1879 erfolgte seiner Ordination zum Pastor; seine erste Stelle fand er als Hilfsprediger in Sülfeld. Nach kurzer Zeit als 3. Pastor in Eutin wurde er 1880 Pastor der Marienkirche in Ahrensbök und 1892 Pastor an der Hauptkirche St. Trinitatis (Altona). Hier wurde er 1895 Propst der Propstei Altona.
Am 18. April 1900 wurde er als Nachfolger des verstorbenen Justus Ruperti Generalsuperintendent für Holstein. Die Theologische Fakultät der Universität Kiel verlieh ihm im selben Jahr ihren Ehrendoktor (D.).
Er war seit 1897 Vorsitzender der Schleswig-Holsteinischen Missionskonferenz und seit 1902 Vorsitzender der Breklumer Mission. Im Gegensatz zu seinem Vater stand er persönlich auf dem rechten Flügel der Kirche und vertrat eine positive Theologie.
Seit 1880 war er verheiratet mit der Offizierstochter Clara, geb. Roehl, Schwester des Generals Maximilian von Roehl.
Sein Nachlass wird in der Eutiner Landesbibliothek verwahrt.

## Auszeichnungen
- Roter Adlerorden II. Klasse mit Eichenlaub[3]
- Kronenorden II. Klasse
- Ehrenkomtur des Oldenburgischen Haus- und Verdienstordens des Herzogs Peter Friedrich Ludwig